# Pat Hollenbeck
Patrick 'Pat' Hollenbeck (1955) is een Amerikaanse jazzdrummer, -arrangeur en -componist.

## Biografie
Hollenbeck was een leerling van Vic Firth. Hij studeerde aan de Eastman School of Music en vervolgens aan het New England Conservatory. Met een Leonard Bernstein-beurs zette hij zijn opleiding voort in Tanglewood, waar hij de Spaulding Prize en de Young Artist Concerto Competition ontving. Hollenbeck was 30 jaar percussionist en orkestrator bij het Boston Pops Orchestra, waarvoor hij o.a. het Grammy Award-genomineerde Celtic-album orkestreerde. Hij schreef ook orkestraties voor Clint Eastwoods film Mystic River en Indiana Jones and the Last Crusade en voor muzikanten als Patti Labelle, Gil Shaham, James Taylor, Cyndi Lauper en de Chieftains.
Hij heeft ook gewerkt als uitvoerend musicus bij het Boston Symphony Orchestra en heeft opgetreden en opgenomen met Leonard Bernstein, Charles Dutoit, Bernard Haitink, Keith Lockhart, Seiji Ozawa en John Williams. Hij was ook lid van George Russells International Living Time Orchestra, waarvoor hij ook orkestreerde. Hollenbeck was de winnaar van de «Young Artist Concerto Competition» van het New England Conservatory en werd erkend als een uitstekende componist en arrangeur op het Notre Dame Jazz Festival. Hij doceerde jazz aan het New England Conservatory of Music en doceerde ook drums aan het Boston Conservatory. Na een beroerte in 2009 kon hij zijn werkzaamheden als arrangeur en slagwerker hervatten. Hij is momenteel ook voorzitter van de Boston Musicians Association. De drummer John Hollenbeck is zijn jongere broer.
- Library of Congress Control Number: no2007114812
- MusicBrainz: 85761e6c-9411-4292-899a-8583b50ff73d
- Nationale Bibliotheek van Tsjechië: xx0239846
- Virtual International Authority File: 73642902
- WorldCat: E39PBJg4hmBq9dtGh8Jjvt8cT3